# Schwetzochromis neodon
Schwetzochromis neodon е вид лъчеперка от семейство Цихлиди (Cichlidae), единствен представител на род Schwetzochromis.

## Разпространение
Видът е разпространен в Демократична република Конго.